# Озерецкий
Озерецкий — посёлок в Московской области России. Входит в Орехово-Зуевский городской округ. Население — 935 чел. (2010).
В 2002 году посёлок 7-й участок был переименован в посёлок Озерецкий. До 2018 года входил в состав сельского поселения Верейское.

## Население
| 2002 | 2006 | 2010 |
| ---- | ---- | ---- |
| 884  | ↗960 | ↘935 |

## Образование и культура
На территории посёлка расположены Озерецкая средняя школа, Дом культуры и детский сад.

## Транспорт
Имеет развитую инфраструктуру и транспортное сообщение с Орехово-Зуево .

## Интернет
Услуги высокоскоростного доступа предоставляют провайдеры Domolink (ADSL) и Флекс Архивная копия от 13 декабря 2017 на Wayback Machine